# Влчек, Вацлав
Вацлав Влчек (чеш. Václav Vlček; 1 сентября 1839, Стржехов-над-Сазавоу, Австрийская империя (ныне часть г. Тргови-Штепанов, Среднечешского края Чехии)
—17 августа 1908, Винограды (Прага)) — чешский прозаик, поэт, драматург, публицист, журналист, редактор.

## Биография
Филолог по образованию. С 1863 года преподавал в Академическом гимназии в Праге, позже, в Ческе-Будеёвице. Активный участник общественной культурно-просветительской жизни.
С 1870 до конца жизни редактировал журнал «Osvěta» («Образование»), в котором опубликовал ряд новинок литературных произведений и научно-популярных статей. Журнал был популярен и высоко ценим в национально-культурных кругах.
В последние годы жизни страдал от атеросклероза и катаракты, почти ослеп.
Похоронен на Вышеградском кладбище Праги.

## Творчество
В своём творчестве сосредоточился на коротких рассказах, новеллах, романах и драмах, базирующихся на исторических и современных ему темах. Создавал произведения с идеализированными героями, стремился развивать в читателях вкусы и моральные основы в национальном духе.
Писал под влиянием творчества Чарльза Диккенса и Ивана Тургенева.
Его исторические новеллы оказали влияние на Вацлава Бенеша Требизского и Алоиса Йирасека.
Из его рассказов особо интересны «Wĕnec vavřinový» (1878) и «Slato w ohni» (1883), отличающиеся тонкой наблюдательностью и мастерским изображением буржуазного уклада жизни. Из его драм лучшие — «Еliškа Přemyslovna», «Milada», «Vlasta» и «Lipany».
В своих многочисленных исторических романах патриотической тематики высказывал твёрдое убеждение в необходимости обретения независимости Богемией и в панславянской идее.

## Избранные произведения
- Po půlnoci (роман, 1863),
- Eliška Přemyslovna (историческая трагедия, 1866),
- Jan Pašek z Vratu : Obraz dějin českých věku šestnáctého (1867)
- Milada (трагедия, 1869)
- Paní Lichnická : Pověst z počátku XVI. století (историческая повесть, 1870)
- Poslání Pražanům a tolikéž jiným měštěnínům českého jazyka (1872)
- Jan Švehla (1873),
- O nynějších poměrech českých : desatero kapitol lidu českému (1875)
- Věnec vavřínový (1877)
- Lipany (трагедия, 1881),
- Zlato v ohni (исторический роман, 1882),
- Dalibor (исторический роман, 1888),
- Černé jezero : Román mladého srdce (роман, 1893).
- Druhové z mládí (роман, 1907),
- Sněhy a ledy : drobné příběhy a velké otázky (книга воспоминаний, 1908) и др.

Собрание его публицистических работ вышло под названием: «Tuźby Vlastenecké» (Прага, 1879).